# Shining Force EXA
Shining Force EXA (en japonés, シャイニング・フォース イクサ, Shainingu Fōsu Ikusa) es un videojuego de rol de acción desarrollado por Neverland y distribuido por Sega para la PlayStation 2 y para teléfonos móviles, como parte de la serie Shining. Cuenta la historia de un mundo dividido por la guerra entre humanos y demonios.
Como en Shining Force Neo, la jugabilidad se alinea con la de Diablo o Record of Lodoss War (este último, hecho también por Neverland). El juego presenta un arsenal variado, inspirado en el Medioevo, la magia y un conjunto de habilidades para los personajes principales, que pueden ser mejoradas.

## Jugabilidad
Shining Force EXA es el sucesor de Shining Force Neo y hereda sus mecánicas de batalla y de RPG de acción.
Una nueva característica de EXA es el castillo robot personalizable, conocido como la Geo-Fortaleza. Durante las aventuras, los miembros restantes del grupo utilizan la Geo-Fortaleza como cuartel general. También protegen y defienden el castillo en caso de un ataque. Al comienzo, la fortaleza es básica y vulnerable. Al recolectar «material raro» de las misiones, el jugador puede transformar la fortaleza en dos nuevas formas. Cuando la fortaleza alcance la tercera forma, será capaz de viajar. El jugador puede agregar más habitaciones para vendedores y negocios. Además de poder usar la base como tienda ambulante, el jugador puede entrenar miembros del grupo. El crecimiento, el diseño y la defensa de la fortaleza son manejados completamente por el jugador, permitiendo evolucionar a la Geo-Fortaleza, para que se adapte al estilo y las tácticas del jugador.
El jugador mejora personajes por medio de puntos de experiencia y una variedad de ítems y armas. Utilizar tácticas de batalla específicas del grupo otorgará mayor poder y rango. Además de mejorar al personaje principal, el jugador progresa para dominar una variedad de poderes para desatar ataques especiales y mágicos.

## Trama
La historia se centra en dos personajes que el jugador tendrá la oportunidad de controlar: Toma, un temerario espadachín que sueña con ser «el rey del mundo», y Cyrille, una maga cuyas razones para buscar la Fuerza Resplandeciente son un misterio bien guardado. Casi inmediatamente se unirá la otra mitad de sus miembros: Gadfort, quien quiere la espada para convertirse en el mejor caballero en la existencia, y Maebelle, una arquera elfa que busca la espada para salvar a su pueblo. Su historia se desarrollará en un mundo compartido por humanos, demonios y bestias, que es devastado constantemente por la guerra. El mundo se encuentra dividido en dos reinos principales: el Imperio Noswald, donde vive la raza humana; y el territorio sur, Fyrlandt, donde gobiernan los demonios.

## Personajes

### Personajes principales
- Toma: un chico humano, nacido y criado en la naturaleza. No parece ser muy inteligente, pero tiene una actitud alegre, y se enoja fácilmente. Posee un gran sentido de la justicia y lo que más quiere en la vida es un «gran poder». Esto lo lleva a una búsqueda por la espada sagrada conocida como la Fuerza Resplandeciente. A menudo es aconsejado por Zenus, una especie de chacal que es un producto de los métodos antiguos. Cree que tener el poder de la Fuerza lo ayudará a cumplir su meta.
- Cyrille: una chica humana del Imperio Noswald, una de las principales facciones en guerra en el mundo de Shining Force EXA. Es lo contrario de Toma, es muy inteligente y es una investigadora y usuaria habilidosa de la magia. Al igual que Toma, también busca la Fuerza Resplandeciente. Tiene una actitud serena y tiende a ser fría con la gente, pero a pesar de su apariencia, en realidad es una persona gentil. Se dice que los dulces y los caramelos son su lujo secreto. A menudo va acompañada por una especie de hurón que se llama Zhirra.

### Personajes secundarios
- Maebelle: una doncella elfa que busca la Espada Sagrada con la esperanza de salvar a su raza en extinción. Es tranquila, pero despiadada en batalla. Posee magníficas habilidades como arquera. Maebelle dice que los elfos se refieren a ella como la «Niña Perdida», es decir, ella fue la última elfa en nacer después del incidente por el que su pueblo no puede tener hijos. Maebelle es bastante madura y a veces tiene un complejo de madre hacia Cyrille. Su rasgo más definitorio es que parece que come más que el resto del grupo (para sorpresa de Duga) y se la ve comiendo frecuentemente en cuanto tiene la oportunidad.
- Gadfort: ex caballero de Noswald. Abandonó al Emperador por una diferencia de ideales. Conoció a Toma y los demás en su búsqueda por la Espada Sagrada. Usa una lanza como arma. Gadfort tiene el hábito de sermonear a Toma en su estilo de lucha, llamándolo impredecible y sin forma, pero en realidad simplemente está siendo su maestro. Gadfort idolatra al héroe legendario Avalon, y tiene prácticamente todos sus libros en su colección personal. También sigue muchos de los ejemplos de Avalon, como mantener inmaculadas las armas y armaduras en su habitación.
- Amitaliri: una chica de una familia Magnus de élite de donde han nacido muchos La Vaes. Es imprudente y absentista. Descuida su entrenamiento pero es habilidosa con la magia. Toma la apoda Chica Ami, un apodo que ella odia, y generalmente es llamada Ami por todos los demás. Se enamora de Duga, quien no soporta sus acercamientos, pero eventualmente deja de intentar captar su interés. Su actitud egocéntrica le causa mucho dolor a Faulklin, quien debe hacer todo por ella, desde limpiar su habitación hasta hacer sus tareas escolares (incluyendo las propias).
- Faulklin: un chico Quintol pacífico. Ha aprendido el arte de la sanación y la magia de luz para ayudar a su buena amiga, Amitaliri. Por lo general es tímido y muy callado, excepto cuando debe lidiar con Ami. Tal vez tenga sentimientos hacia ella, pero no parece decírselos de frente. Amitaliri se aprovecha de él fácilmente, por lo que se encuentra atrapado haciendo gran parte del trabajo de los dos. Sus talentos de sanación y hechizos de ataque sagrado resultan muy notables en las misiones.
- Duga: un hombre lobo y exoficial del Ejército de Noswald. Es el mejor amigo de Gadfort, un rival amistoso, y afirma ser más fuerte que él. Duga es un luchador talentoso entre los lobos, y siempre se mantiene entrenado y descansado para la batalla. Parece sentir algo por Maebelle, y la invita abiertamente a salir en la Geo-Fortaleza. Tiene el hábito de contar chistes sucios, y es bastante mujeriego. Al igual que Volg de Shining Tears, es fuerte y rápido, pero carece de la defensa necesaria para resistir mucho daño en un golpe.
- Adam: un soldado robot de una fortaleza móvil antigua. Es altamente inteligente pero carece de emociones y empatía. Originalmente, sirvió junto al heredero anterior en una guerra antigua. Sus sistemas se apagaron tras pelear contra muchos enemigos, y agotar sus reservas de poder. Sus bancos de memoria pueden recordar inmediatamente registros y análisis de la guerra. De acuerdo con él, la descripción de sus capacidades fue tomada de un manual de ventas.

### Antagonistas
- Ragnadaam III: el emperador actual del Imperio humano de Noswald. Es conocido por su gente como «el león». Al comienzo, intenta hablarle a Toma pero lo considera demasiado inmaduro. Poco después, pone su mirada en Cyrille, y mantiene conversaciones informadas con ella. Como Cyrille se encuentra muy familiarizada con la historia mundial, Ragnadaam intenta convencerla de elegir un bando, porque él desea obtener el poder de la Fuerza Resplandeciente para él.
- Riemsianne La Vaes: la actual La Vaes, también conocida como la Reina de Fyrlandt, el territorio sur perteneciente a los magnus. Es muy manipuladora y en varias ocasiones a lo largo de la historia intenta atraer a Toma hacia su lado, valiéndose de sus encantos femeninos. Sin embargo, a pesar de su apariencia tranquila, es letal en batalla y realiza hechizos mágicos devastadores. Reimsianne es una líder responsable para su gente, y sigue estrictamente un tabú antiguo de no intentar provocar una guerra con los humanos.

### Personajes opcionales
- Garyu: un dragón misterioso cuyo nombre proviene únicamente de un letrero. Es claramente inteligente y puede entender el habla humana. Garyu interactúa poco con el grupo, y solo es afectuoso con Toma y Cyrille. Es inmensamente poderoso y capaz de enfrentarse a un gran número de enemigos y vencerlos enteramente por su cuenta. Es reclutado tras ser vencido en su cueva.
- Avalon: un muerto viviente con el mismo nombre de un caballero legendario. Gadfort está convencido de su identidad por sus habilidades y su arma. Avalon es bastante abierto con respecto a su pasado. Tras haber peleado contra un poderoso mago oscuro cuando era un caballero imprudente y demasiado creído, perdió la vida por ello y fue maldecido. Toma y Cyrille quedaron horrorizados con su necesidad de tomar sangre humana para poder sostenerse en pie. Sin embargo, Avalon se opone fuertemente a la idea de asesinar a otro humano. Ocasionalmente, cuenta un chiste acerca de tomar la sangre de chicas jóvenes y hermosas. Es reclutado recolectando sus huesos esparcidos por el juego.

## Recepción
El juego recibió reseñas «mixtas» de acuerdo con el sitio web de agregación de reseñas Metacritic. En Japón, Famitsu le dio un puntaje de 35 de 40.
IGN aclamó la longitud y el diseño general del juego, pero criticó la lentitud experimentada en el juego cuando aparecen muchos enemigos en la pantalla a la vez. GameSpy llamó al sistema de la Geo-Fortaleza «innovador» pero al juego en general «poco inspirado». Una reseña más crítica fue la de GameSpot, que resaltó el combate débil del juego, la actuación de voz y la velocidad de fotogramas, aunque aprobó su presentación visual. Por otro lado, RPGamer criticó el reciclaje de recursos de Shining Force Neo, y las grandes cantidades de enemigos que alargan las «pocas nuevas áreas a la vista». Sin embargo, aclamó el «buen progreso de personajes», la «historia medianamente interesante» y los dos estilos de juego diferentes.